# Ipomoea wolcottiana
Ipomoea wolcottiana är en vindeväxtart. Ipomoea wolcottiana ingår i släktet praktvindor, och familjen vindeväxter.

## Underarter
Arten delas in i följande underarter:
- I. w. calodendron
- I. w. wolcottiana